# Erebostrota
Erebostrota é um gênero de traça pertencente à família Arctiidae.